# ボテロ博物館
ボテロ博物館（ボテロはくぶつかん、Museo Botero）は、コロンビアの首都ボゴタにある博物館。 コロンビアを代表する芸術家フェルナンド・ボテロの作品を展示している。名称は博物館だが実質的に美術館である。ボリバル広場に近い。

## 歴史
ボテロは1960年代から美術品収集家として知られており、彼のアトリエ（ニューヨーク、パリ、モンテカルロ）で保管していた。ボテロは1990年代中頃に彼の故郷メデジン市にこれからを寄贈したいと申し入れた。しかしメデジンの受け入れ施設の準備に時間がかかることが分かった。その中、ボゴタ市から受け入れの申し入れがあり、ボゴタへの寄贈が決定した。博物館の建物は国立銀行のコロンビア共和国銀行が所有・管理している資産家の元邸宅を利用している。

## 展示
収蔵品はボテロ自身の作品123点と他の作家の作品85点である。内訳はバルテュス、ジョルジュ・ブラック、マルク・シャガール、サルバドール・ダリ、ジョアン・ミロ、パブロ・ピカソ、ソニア・ドローネー、クロード・モネ、アンリ・マティスなどである。入館は無料。
ボテロの作品はコロンビア国立博物館にも多数収蔵されている。

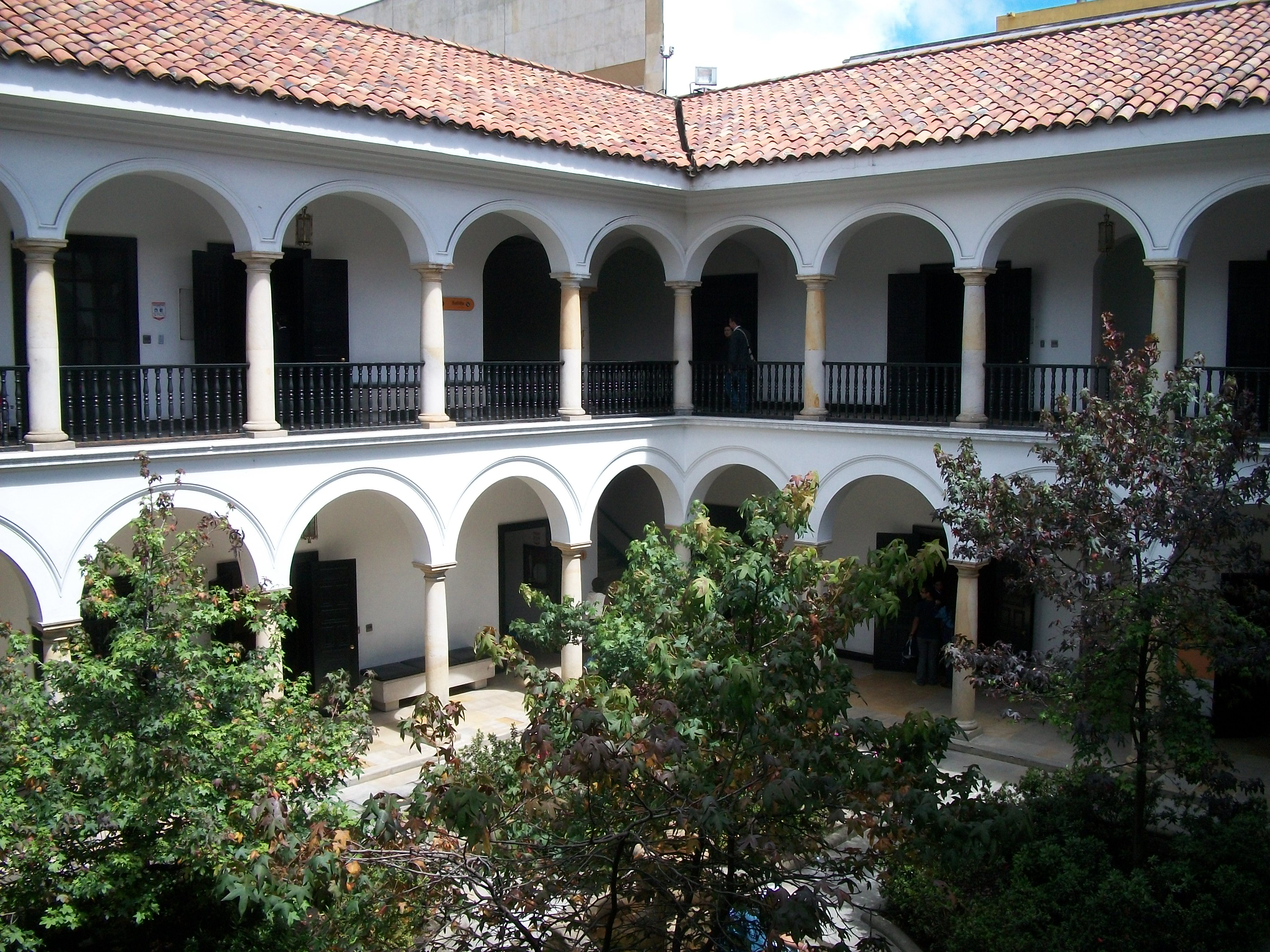
中庭
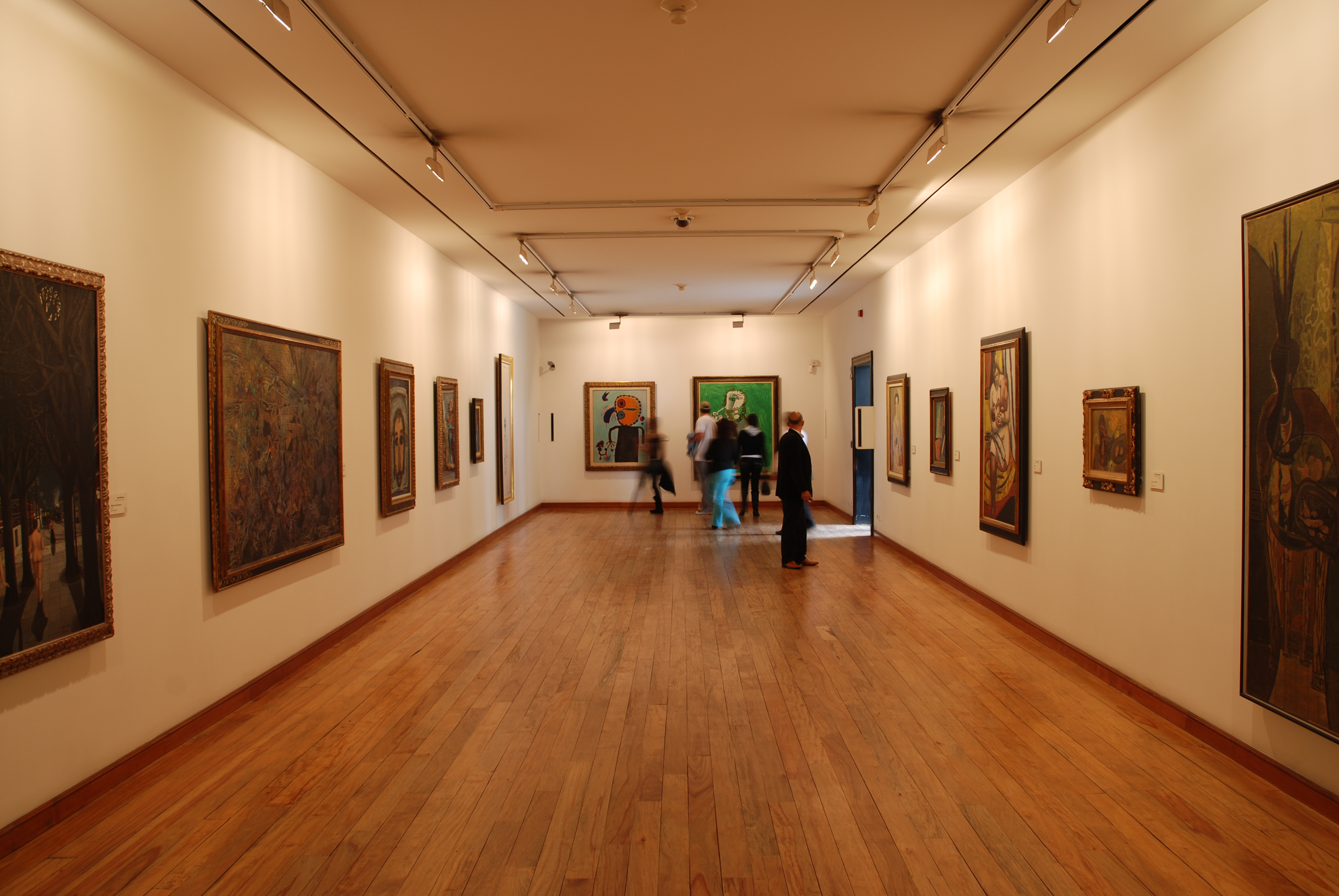
展示室
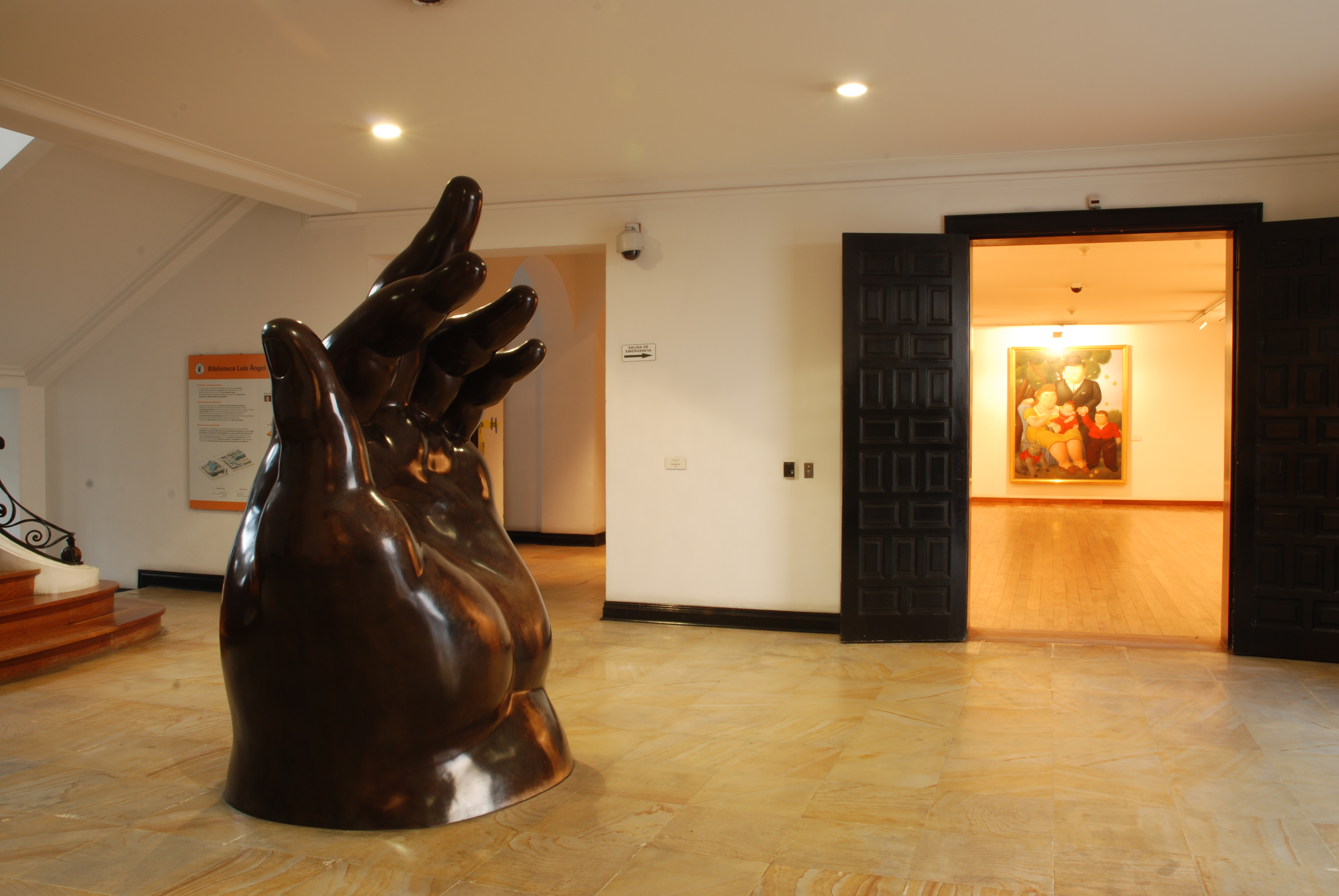
彫刻